# Élections législatives éthiopiennes de 2010
Les élections législatives se sont déroulées le 23 mai 2010. Près de 32 millions d'électeurs ont été appelés à renouveler les membres de la Chambre des représentants des peuples, la chambre basse du parlement éthiopien, ainsi que les conseils régionaux.

## Résultats
Les résultats officiels ont été officiellement communiqués le 21 juin 2010 par la Commission électorale nationale d'Éthiopie (CENE).
Résultats pour la Chambre des représentants des peuples
L'Éthiopie compte 547 circonscriptions législatives : 
- Le coalition au pouvoir :

le Front démocratique révolutionnaire du peuple éthiopien (FDRPE), au pouvoir depuis 1991, a remporté 499 sièges.
- Les partis alliés du FDRPE ont obtenu 43 sièges :

le Parti démocratique national Afar a remporté 8 sièges ;
le Parti démocratique du peuple Somali a remporté 24 sièges ;
le Parti démocratique du peuple Benishangul Gumuz a remporté 9 sièges ;
la Ligue nationale Hareri a remporté 1 siège ;
l'organisation démocratique du peuple Argoba a remporté 1 siège.
- L'opposition a obtenu 2 sièges :

le Forum pour la démocratie et le dialogue (Medrek) a remporté 1 siège ;
un candidat indépendant a remporté 1 siège.
Résultats pour les Conseils régionaux
- Tigray : le Front de libération du peuple du Tigray, membre de la coalition du FDRPE a remporté la totalité des 152 sièges ;
- Afar : sur 96 sièges à pourvoir, le Parti démocratique national Afar en a remporté 93 et l'organisation démocratique du peuple Argoba, les 3 restants ;
- Amhara : le Mouvement national démocratique amhara, membre du FDRPE, a remporté la totalité des 294 sièges ;
- Oromia : l'Organisation démocratique des peuples Oromo, membre du FDRPE, a remporté la totalité des 537 sièges ;
- Somali : le Parti démocratique du peuple Somali a remporté la totalité des 186 sièges ;
- Benishangul-Gumaz : le Parti démocratique du peuple Benishangul Gumuz a obtenu 98 des 99 sièges et l'Organisation de l'unité pan-éthiopienne a remporté le dernier ;
- Région Sud : le Mouvement démocratique des peuples du sud de l'Éthiopie, membre du FDRPE, a remporté la totalité des 348 sièges ;
- Gambela : le Mouvement démocratique pour l'unité du peuple Gambela a remporté la totalité des 156 sièges ;
- Hareri : sur 36 sièges à pourvoir, la Ligue nationale Hareri en a obtenu 18 et l'Organisation démocratique des peuples Oromo, également 18.